# مائورو گاوتو
مائورو گاوتو (به ایتالیایی: Mauro Gavotto) (متولد ۱۶ آوریل ۱۹۷۹ در کونیو) والیبالیست اهل ایتالیا که از سال ۲۰۰۱ تا ۲۰۰۸ عضو تیم ملی والیبال ایتالیا بود. مائورو در المپیک ۲۰۰۸ نیز همراه با تیم ملی ایتالیا به مقام چهارمی دست یافت.